# Hòa Long, Đồng Tháp
Hòa Long là một xã thuộc tỉnh Đồng Tháp, Việt Nam. Đơn vị hành chính này được thành lập vào năm 2025 sau đợt sắp xếp cấp xã toàn tỉnh theo Nghị quyết 1663/NQ-UBTVQH15 của Ủy ban Thường vụ Quốc hội Việt Nam.

## Địa lý
Xã Hòa Long nằm ở phía Nam tỉnh Đồng Tháp, có vị trí địa lý:
- Phía đông giáp xã Tân Dương và Tân Phú Trung.
- Phía tây giáp xã Lai Vung.
- Phía nam giáp xã Phong Hòa.
- Phía bắc giáp xã Tân Khánh Trung và Lấp Vò.

Xã Hòa Long có diện tích tự nhiên 81,31 km², dân số năm 2025 là 68.886 người, mật độ dân số đạt 847 người/km².

## Hành chính
Xã Hòa Long hiện có ... ấp/khu phố. Xã mới được thành lập trên cơ sở sáp nhập các xã:
- Xã Hòa Long gồm ... ấp: ...
- Xã Long Hậu gồm ... ấp: ...
- Xã Long Thắng gồm ... ấp: ...
- Thị trấn Hòa Long gồm ... ấp: ...

## Lịch sử
Ngày 16 tháng 6 năm 2025, Ủy ban Thường vụ Quốc hội Việt Nam ban hành Nghị quyết 1663/NQ-UBTVQH15 về việc sắp xếp các đơn vị hành chính cấp xã của tỉnh Đồng Tháp năm 2025. Theo đó, hợp nhất các xã: Long Hậu, Long Thắng, Hòa Long, thị trấn Lai Vung để thành lập xã Hòa Long mới. Nghị quyết có hiệu lực từ ngày 1 tháng 7 năm 2025.